# Incoronazione della Vergine (Correggio)
L'Incoronazione della Vergine è un affresco staccato (212x324 cm) di Correggio, databile al 1522 circa e conservato nella Galleria nazionale di Parma. Proviene dal catino absidale della chiesa di San Giovanni Evangelista a Parma.

## Storia
L'abate di San Giovanni aveva incaricato Correggio, allora reduce dal primo grande successo in città con la Camera della Badessa nel monastero di San Paolo, di decorare l'intera chiesa di San Giovanni Evangelista appena finita di ricostruire, con un affresco, una cupola e annessi, un coro, un fregio continuo del perimetro interno e una lunetta con San Giovanni e l'aquila. Le pitture della cupola, il fregio e la lunetta sono ancora in loco, mentre nel 1587, quando il coro venne ingrandito, andarono perduti i dipinti parietali e per quanto riguarda il catino absidale venne salvata solo la porzione centrale della calotta, quella dell'Incoronazione appunto. Si riuscì però a salvare faticosamente il massello dell'affresco originale, staccando l'intera porzione architettonica e lasciandola in deposito. II tributo alla Vergine era connesso al culto particolare della Madonna nella città di Parma; lo stesso soggetto era rappresentato anche sul sigillo cittadino e su alcune monete coniate in città. Con la demolizione, una copia degli affreschi di Correggio fu commissionata al pittore bolognese Cesare Aretusi (in loco). Del cattivo stato dell'affresco staccato testimoniò già il cardinale Federico Borromeo, che si era recato a Parma nel tardo Cinquecento e aveva voluto commissionarne una copia per la propria collezione.
Si riuscirono a staccare anche altri frammenti più piccoli, che in seguito vennero dispersi. Tra questi oggi tre sono alla National Gallery di Londra:
- Testa di un angelo, 35,6x35,6 cm
- Testa di un angelo, 36x33 cm
- Teste di due angeli, 44,5x61 cm

## La copia di Annibale Carracci
Oltre alla copia ad affresco dell'Aretusi le fonti testimoniano della realizzazione di copie su tela da parte di Annibale Carracci (secondo alcune versioni coadiuvato da suo fratello Agostino). In particolare Giovanni Pietro Bellori racconta che: «De gli studij fatti da Annibale in Parma, veggonsi alcune copie in Roma nel palazzo Farnese, e particolarmente l'Incoronatione della Vergine con le mani al petto, e Christo in atto di coronarla sopra due gran tele, le quali figure furono dipinte dal Coreggio nella vecchia tribuna di San Giouanni, che dopo fu rouinata e rifatta con la copia di Cesare Aretusi» (Vite de' pittori, scultori e architetti moderni, 1672). A Parma, in effetti, sono oggi conservate due grandi tele con frammenti dell'affresco originario raffiguranti la Vergine Incoronata  e il Cristo nell'atto di incoronarla, sicuramente copie dell'affresco di Correggio, dipinti attribuiti dalla critica, seppur non concordemente, ad Annibale e Agostino Carracci.

## Descrizione e stile
Questo frammento di affresco, in cattive condizioni, testimonia l'impresa importante a cui si dedicò l'artista, subito dopo gli affreschi della cupola che evidentemente avevano soddisfatto molto i committenti benedettini. Fortunatamente esistono molti disegni preparatori per questa decorazione perduta, tra cui ricordiamo uno studio per la Vergine, uno per l'Incoronazione e uno per il Cristo, che rivelano con quanta cura e studio l'artista avesse meditato sulla gestualità delle figure e, come dimostra la quadrettatura di uno di questi studi, sulle loro proporzioni. Infatti alla figura della Vergine e del Cristo erano riservate proporzioni maggiori rispetto a quelle delle altre figure per accrescerne il valore simbolico.

## Galleria d'immagini

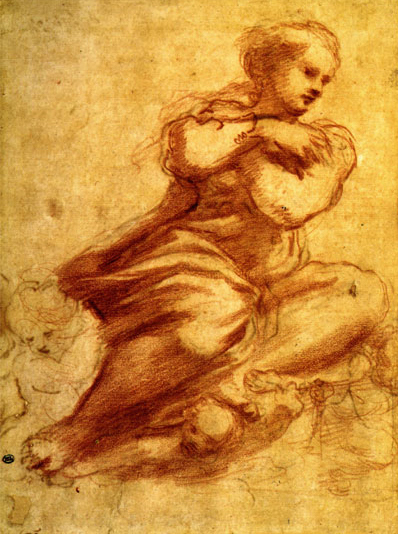
Studio al Louvre
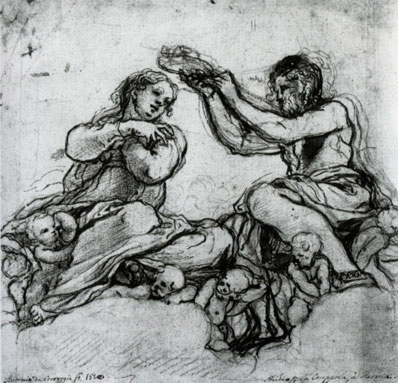
Studio nel Museo Boymans di Rotterdam
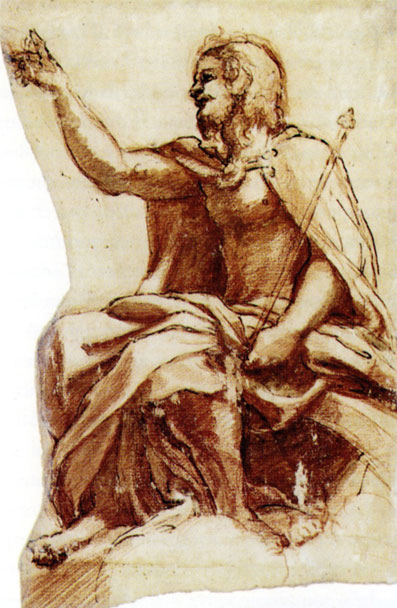
Studio nel museo di Belle Arti di Budapest